# آمروتا سوبهاش
آمروتا سوبهاش (به انگلیسی: Amruta Subhash) (زاده ۱۳ مهٔ ۱۹۷۹) بازیگر هندی است.
از کارهای معروف او می‌توان به بازی در فیلم نفس، خفه‌شده، داستان‌های شهوت ۲ و رامان راگاو اشاره کرد.